# Wohn- und Wirtschaftsgebäude Schönemoorer Dorfstraße 45
Das Wohn- und Wirtschaftsgebäude Schönemoorer Dorfstraße 45 in Ganderkesee-Schönemoor wurde im letzten Drittel des 19. Jahrhunderts gebaut.
Das Gebäude wird heute auch durch ein Bauunternehmen genutzt.
Das Gebäude steht unter Denkmalschutz (siehe auch Liste der Baudenkmale in Ganderkesee).

## Beschreibung
Das eingeschossige große giebelständige Wohn- und Wirtschaftsgebäude ist ein Zweiständer-Hallenhaus mit teils verzierten verklinkerten Außenwänden, dem reetgedecktem Krüppelwalmdach und Niedersachsengiebel mit Uhlenloch.
Weitgehend erhalten ist der Wohnteil und das Flett (Wohnküche).
Auf dem großen Grundstück stehen weitere nicht denkmalgeschützte Nebengebäude.
Das Niedersächsische Landesamt für Denkmalpflege befand: „… geschichtliche Bedeutung … spätes Hallenhaus mit Backsteinaußenwänden ….“